# Джаракудук

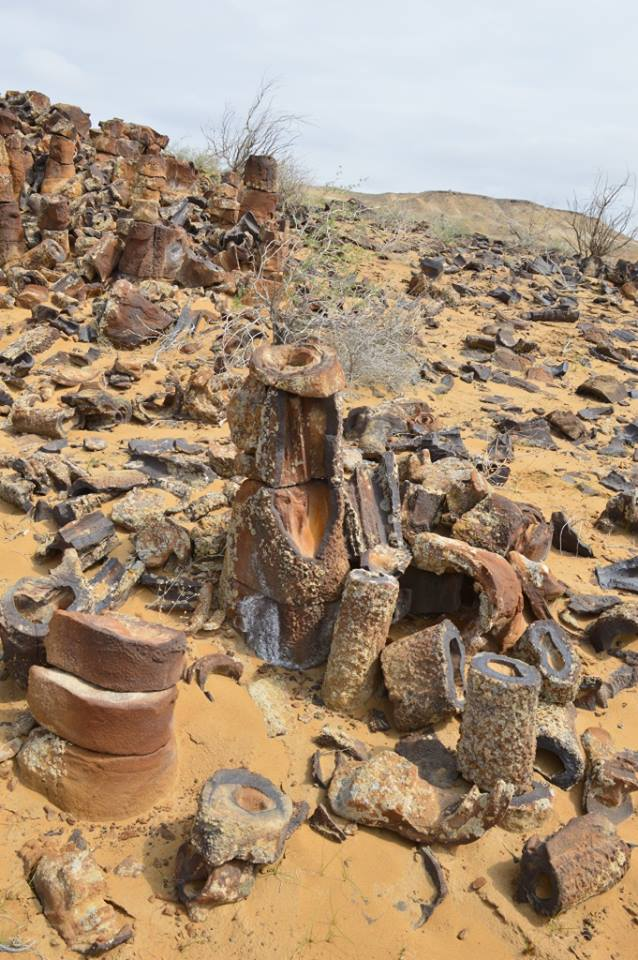
Фрагменты окаменелых древесных стволов в «каменном лесу»

Уро́чище Джаракуду́к (узб. Jaraquduq/Жарақудуқ) — палеонтологическое местонахождение, расположенное в западной части впадины Мингбулак (Мингбулакская котловина, Учкудукский район, Навоийская область) в центре пустыни Кызылкум, на территории Навоийской области Узбекистана. Комплекс верхнемеловых отложений Джаракудука, содержащий весьма многообразный палеозоологический и палеоботанический материал, известен под названием биссектинской свиты.
Урочище Джаракудук представляет собой совокупность каньонов общей площадью 30 км², сложенных терригенными обломочными горными породами (с разнообразной величиной обломков, от глин до конгломератов) периода позднего мела (80—100 млн лет назад), которые отложились в условиях древнего морского побережья, лиманов и дельты впадающей в море реки.

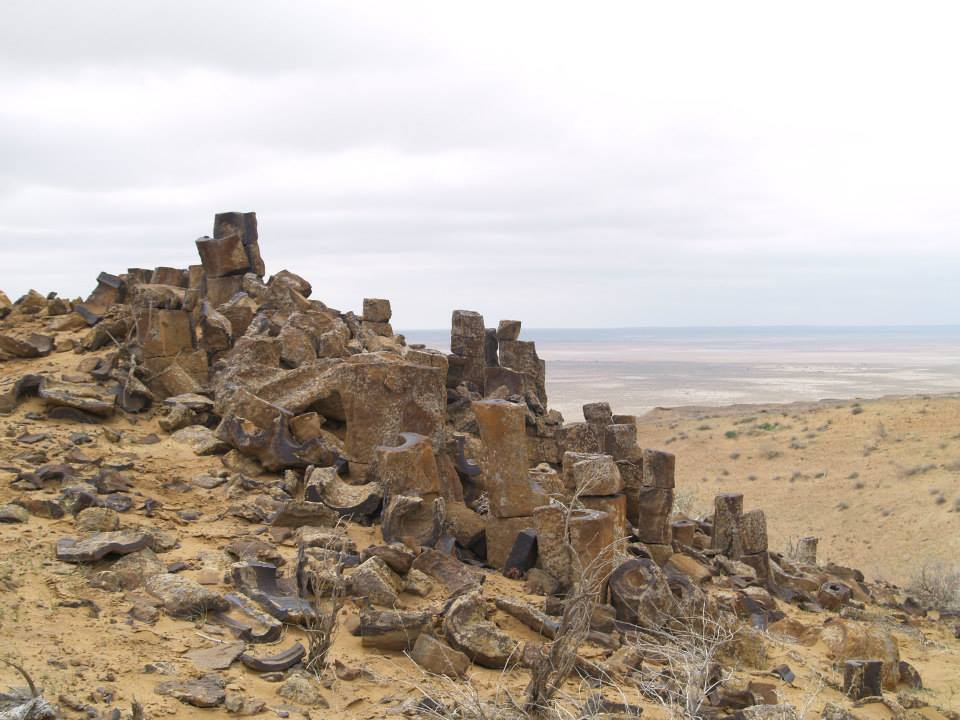
Вид на участок «каменного леса» в урочище Джаракудук

На разрезах джаракудукских отложений обнаруживается высокая концентрация ископаемых остатков организмов, в первую очередь позвоночных. К настоящему времени обнаружены представители не менее 200 таксонов родовидового уровня, классифицируемых не менее чем в 70 семейств: хрящевые рыбы (акулы, скаты), костистые рыбы, земноводные, пресмыкающиеся (черепахи, ящерицы, крокодилы, динозавры, плезиозавры), птицы, млекопитающие. Для 40 таксонов экземпляры, описанные из Джаракудука, являются типовыми. Обнаружены также ископаемые остатки беспозвоночных (фораминиферы, двустворчатые и брюхоногие моллюски, аммониты, насекомые) и растений, следы жизнедеятельности животных (гастролиты растительноядных динозавров и копролиты крокодилов, соты).
На девяти участках урочища располагается «каменный лес» из фоссилизированных фрагментов сотен древесных стволов высотой до 4 м.
Местонахождение открыто в 1919 году А. Д. Архангельским (по другим данным, он впервые упомянул Джаракудук в 1916 году). Наиболее активно изучалось палеонтологом Львом Александровичем Несовым, посвятившим ему 20 лет научной деятельности (1975—1995). В 1994 году Л. А. Несов снарядил новую экспедицию в Джаракудук совместно с американским профессором биологии Джеймсом Дэвидом Арчибальдом (Калифорнийский университет в Сан-Диего). В следующем году российский учёный погиб, и его заменил А. О. Аверьянов. Вместе с Дж. Арчибальдом они продолжили дело полевых исследований Джаракудука, которые в 1996 году были одобрены Национальной академией наук США и Национальным географическом обществом США и начали финансироваться по гранту этих организаций. Экспедиции в урочище стали ежегодными.
Фрагменты находятся в музеях: Государственный геологический музей, Навоийский областной историческо-краеведческий музей, музей истории Навоийского горно-металлургического комбината, Зарафшанский и Кызылкумский исторические музеи.